# Aksel Jørgensen

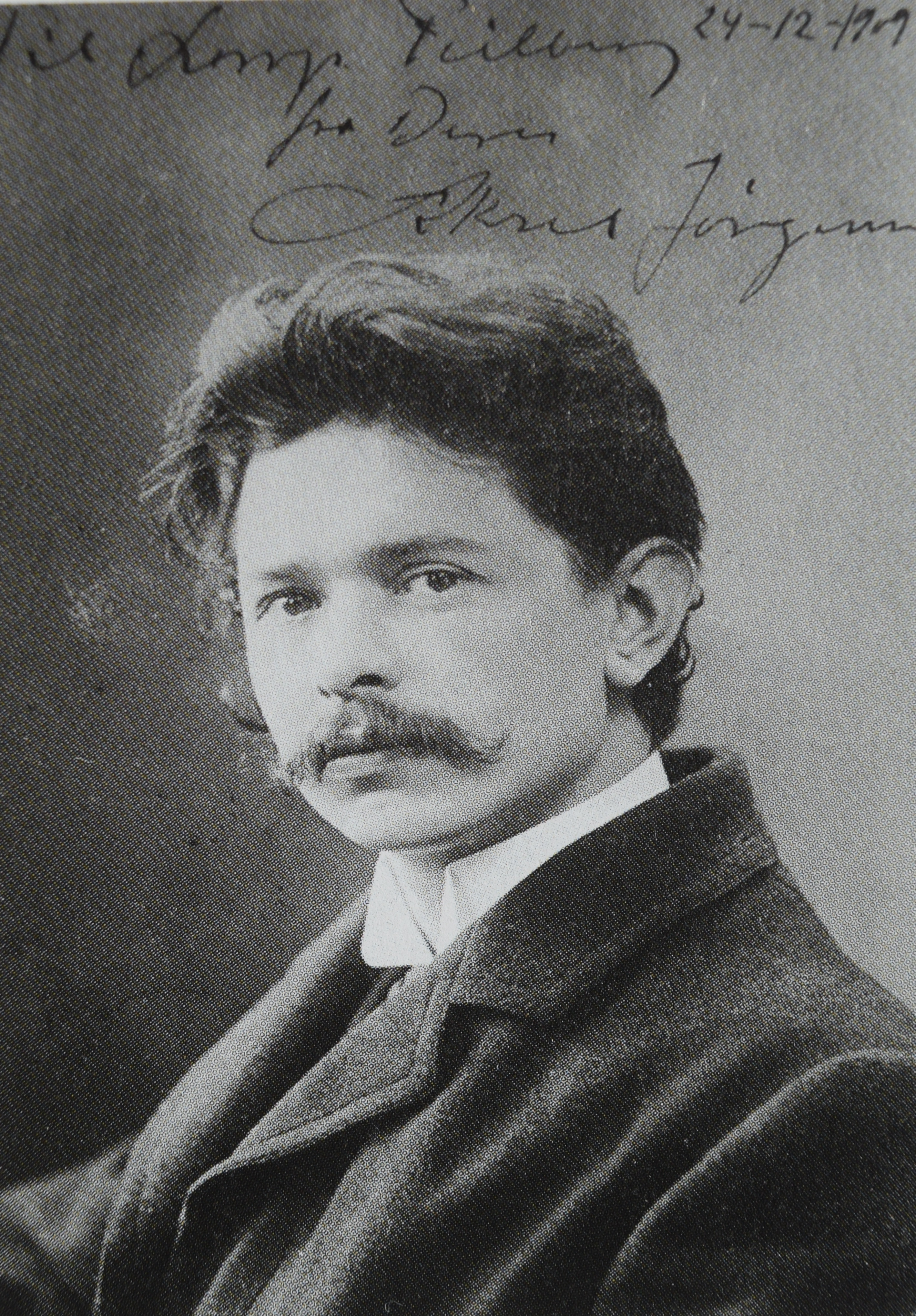
Aksel Jørgensen 1909, Museum Jorn.

Karl Aksel Jørgensen (* 3. Februar 1883 in Kopenhagen; † 9. Juni 1957) war ein Maler des dänischen Post-Impressionismus und sozialen Realismus. Außerdem war er Direktor der Königlich Dänischen Kunstakademie.

## Jugend

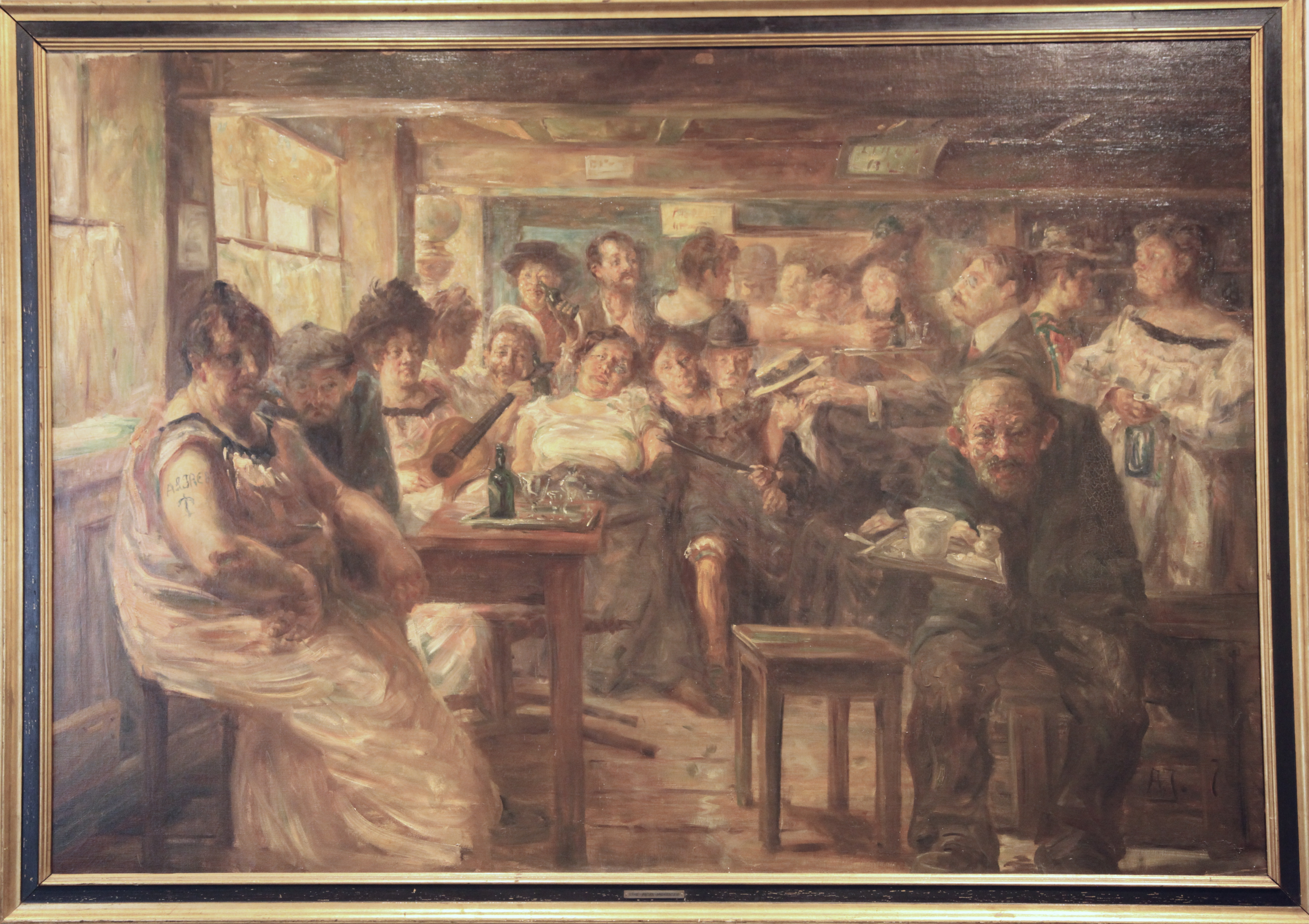
Aksel Jørgensen, Pigernes Minde, 1907, Arbeitermuseum Kopenhagen.

Aksel Jørgensen wurde in Kopenhagen geboren. Seine Eltern waren der Mechaniker Mathias Jørgensen und Maren geb. Christensen. Das Elternhaus beschrieb Aksel später als sehr bescheiden, aber harmonisch. Die Familie wohnte – wie viele Arbeiterfamilien der Zeit – auf sehr engem Raum in einer Zweizimmerwohnung ohne sanitäre Einrichtungen. Im Alter von vier Jahren erkrankte Jørgensen schwer an einer Mittelohrentzündung, deren Langzeitfolgen sich auf sein gesamtes Leben auswirkten. Mit 12 Jahren kam er als „Ferienkind“ zu einer Familie außerhalb der Hauptstadt. Ein gleichaltriger Junge, dessen Vater Malermeister war, schenkte ihm einen kleinen Holzkasten mit Pulver-Farben. Angerührt mit Wasser, war dies sein erster „Aquarellkasten“. Mit seinen Vettern veranstaltete er auf dem Dachboden des Elternhauses Zaubervorstellungen. Das so verdiente Geld reichte zum Kauf seines ersten richtigen Farbkastens. Mit 14 Jahren beendete er die Schule und begann die Lehre zum Maler bei Malermeister Marcussen. Zur Ausbildung gehörte das Streichen von Zäunen, Fenstern und Türen sowie der Unterricht in der Schule der technischen Gesellschaft, wo er unter anderem die Dekorationsmalerei erlernte. Auch als Malergeselle besuchte er ab 1901 weiterhin abends diese Zeichenschule.

## Frühwerk 1905–1914

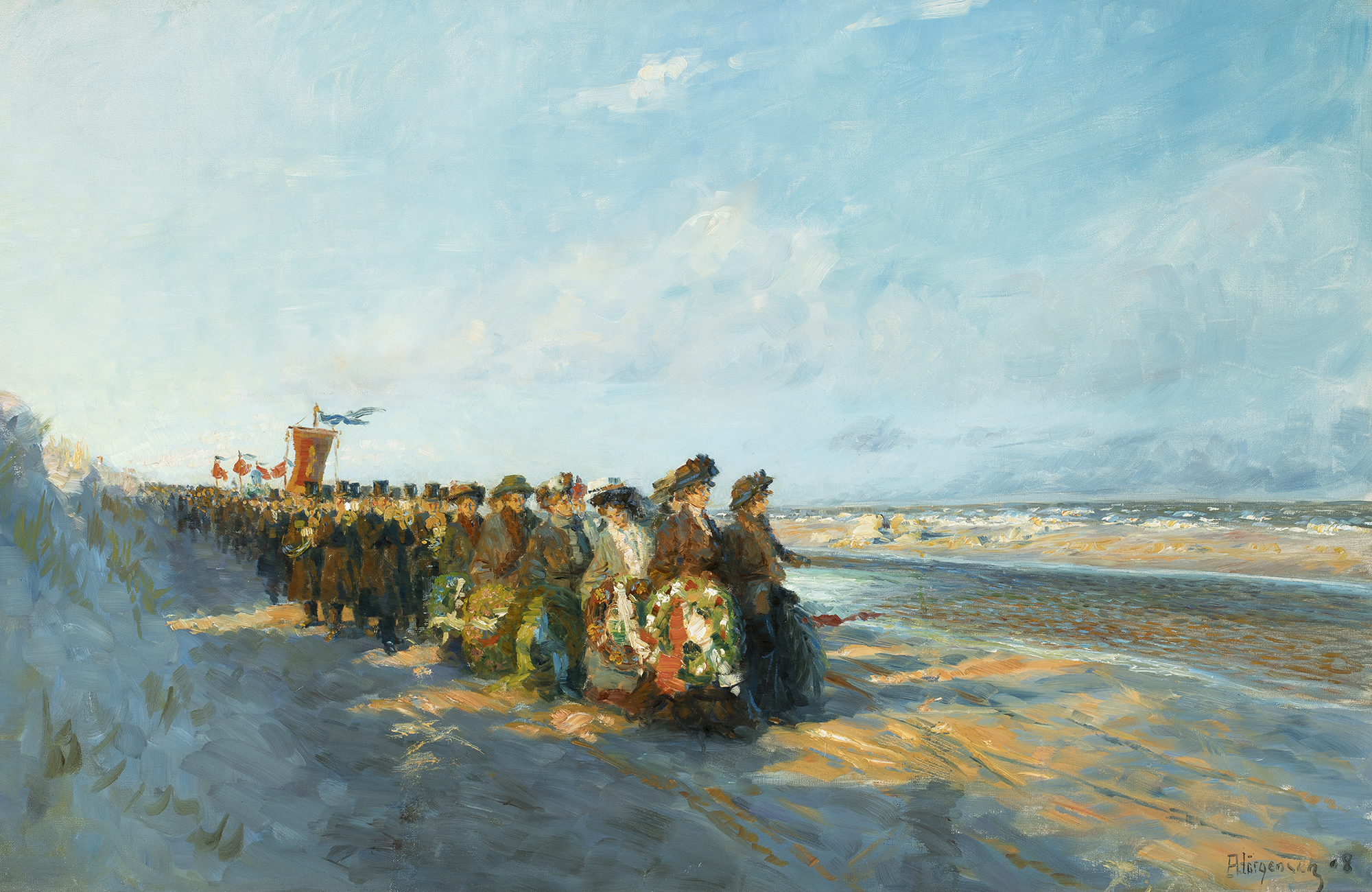
Aksel Jørgensen, Holger Drachmann's Beerdigung, 1908, Skagens Kunstmuseum

1905 mit 22 Jahren wechselte Jørgensen an eine private Zeichenschule, die er abends nach der Schule besuchte. Dort lernte er denn gleichaltrigen Kunsthändler Martin Grosell kennen, der ihm einige Bilder abkaufte und versprach, zukünftig weitere Arbeiten zu erwerben. Am Abend dieses Tages bekam Jørgensen erneut eine schwere Ohrenentzündung und musste operiert werden. Zurück blieb eine leichte Gesichtsmuskellähmung, die er mit seinem Bart kaschierte. In den Wochen der Krankheit reifte der Entschluss, in Zukunft nur noch mit, für und von der Kunst zu leben, den er nach Rückkehr aus dem Krankenhaus gegen den Willen der Eltern umsetzte.
Jacob Hegel, Direktor des größten dänischen Verlags Gyldendahl, bestellte in dieser Zeit bei Jørgensen Milieustudien speziell von „Holmensgade“ einem Armenviertel in der Altstadt Kopenhagens. Die Gemälde entstanden unter primitivsten Bedingungen ohne eigenes Atelier. Gewalt, Prostituierte und Alkohol gehörten dort zur Tagesordnung. Zu Beginn wurde Jørgensen kritisch von den Einwohnern beäugt. Nach und nach wurde er jedoch akzeptiert und geschätzt.

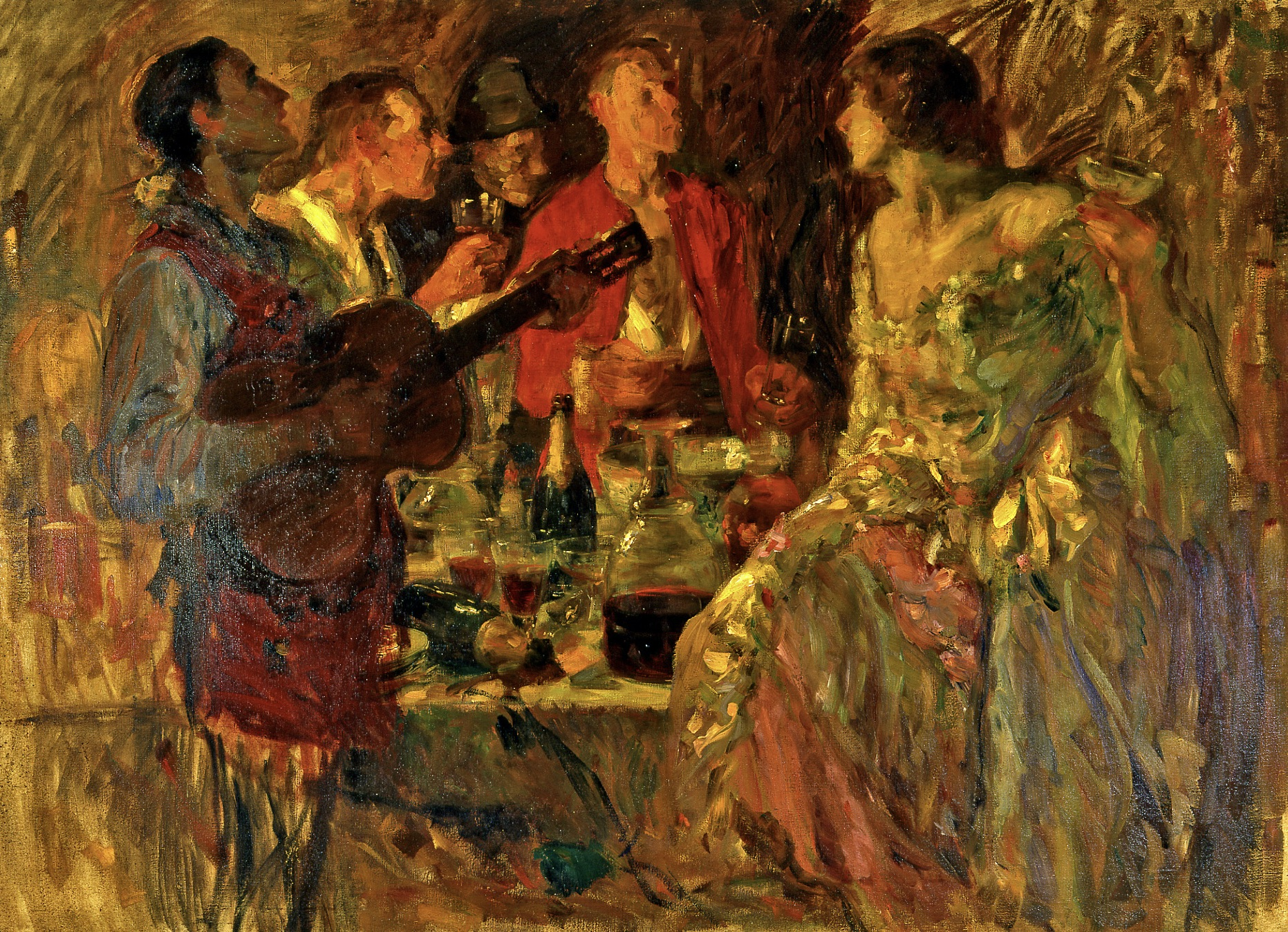
Aksel Jørgensen, Study to Drachmannkroen 1911, Museum Jorn Silkeborg.

Jørgensen debütierte 1908 an der freien Kunstausstellung „Den Frie Udstilling“. 1909 stellte er mit „De Tretten“, der Künstlergruppe „Die Dreizehn“, aus und präsentierte seine bevorzugten Sujets von Prostituierten und Mittellosen, die in abgerissenen Gebäuden in den ärmsten Vierteln Kopenhagens lebten, und erregte damit die Aufmerksamkeit der Presse. Auch wurde er für seine Stiche bekannt, die sich durch große Licht- und Schattenflächen und durch die Verwendung der Holzmaserung auszeichnen, wie in seinem Porträt des Schriftstellers Jens Pedersen (1908). Jørgensen war selbst überzeugter Sozialist. Zusammen mit Storm P. gründete er 1908 die sozialkritische Satirezeitschrift Gnisten (der Funken) und veröffentlichte so einige seiner Skizzen. Mit 26 Jahren gelang der endgültige Durchbruch auf einer Ausstellung, bei der er rund 100 Bilder zeigte. Die nun folgenden Arbeiten waren geprägt durch die Begegnungen mit Edward Munch und Henrik Lund. Ab jetzt arbeitete er vermehrt mit der Spachtel. „Die Form, die Konturen sind mir wichtiger als das Detail“, schrieb er in einem Brief.
1909 lernte Jørgensen den Redaktor Lorry Feilberg kennen. Dieser hatte die Idee, sein Etablissement zu Ehren des dänischen Dichters Holger Drachmann mit Gemälden auszuschmücken, die Texte, Themen, Figuren aus Drachmanns Werken wiedergeben. Während einer Tanzveranstaltung lernte er die Blumenbinderin Christine Carlsen kennen; die beiden wurden bald ein Paar. Sie war Dienstmädchen bei der Lehrerfamilie Senstius und stellte ihnen ihren Verlobten vor. Durch die Familie erhielt er Zugang zu Literatur, Musik und vielen wichtigen Persönlichkeiten. Die Freundschaft zu der Familie hielt ein Leben lang. Inmitten der Arbeiten heirateten Aksel und Christine am 9. Oktober 1910. Ihre Tochter Rut wurde am 4. März 1911 geboren. Obwohl L. Feilberg einen Vorschuss bezahlte, war es schwierig, Frau und Kind zu ernähren. 1912 gab der berühmte dänische Kunstsammler und erfolgreiche Weinhändler Christian Tetzen-Lund zahlreiche Werke für das Esszimmer seiner Villa in Auftrag. Jørgensens frühes Werk ist stark vom Impressionismus
geprägt, inspiriert von seinen Erfahrungen mit Cézanne. Im September 1913, nach fast vier Jahren, wurde das Restaurant „Drachmanns Kroen“ endlich eröffnet und erweckte großes Aufsehen. Im darauffolgenden Jahr kam es zum Streit zwischen Feilberg und Jørgensen, der sich um seinen Lohn betrogen fühlte. Durch den Konflikt bekam Jørgensen einen Nervenzusammenbruch, stürzte in eine tiefe, vierjährige Schaffenskrise und zog sich stark zurück. Tetzen-Lund half der Familie, indem er sie in seinen diversen Häusern an der Küste und in Jütland wohnen ließ. Mit Hilfe von Tetzen-Lund kaufte Jørgensen ein Haus in Kongens Lyngby, einem Vorort von Kopenhagen. In dieser Zeit entstanden vor allem ausdrucksstarke Selbstporträts.

## Spätwerk und Lehrtätigkeit 1920–1953
1920 wurde Jørgensen mit gerade einmal 37 Jahren zum Professor für Malerei an die Königliche Kunstakademie Kopenhagen berufen. Er war der jüngste Professor und der einzige ohne akademisch-künstlerische Ausbildung.

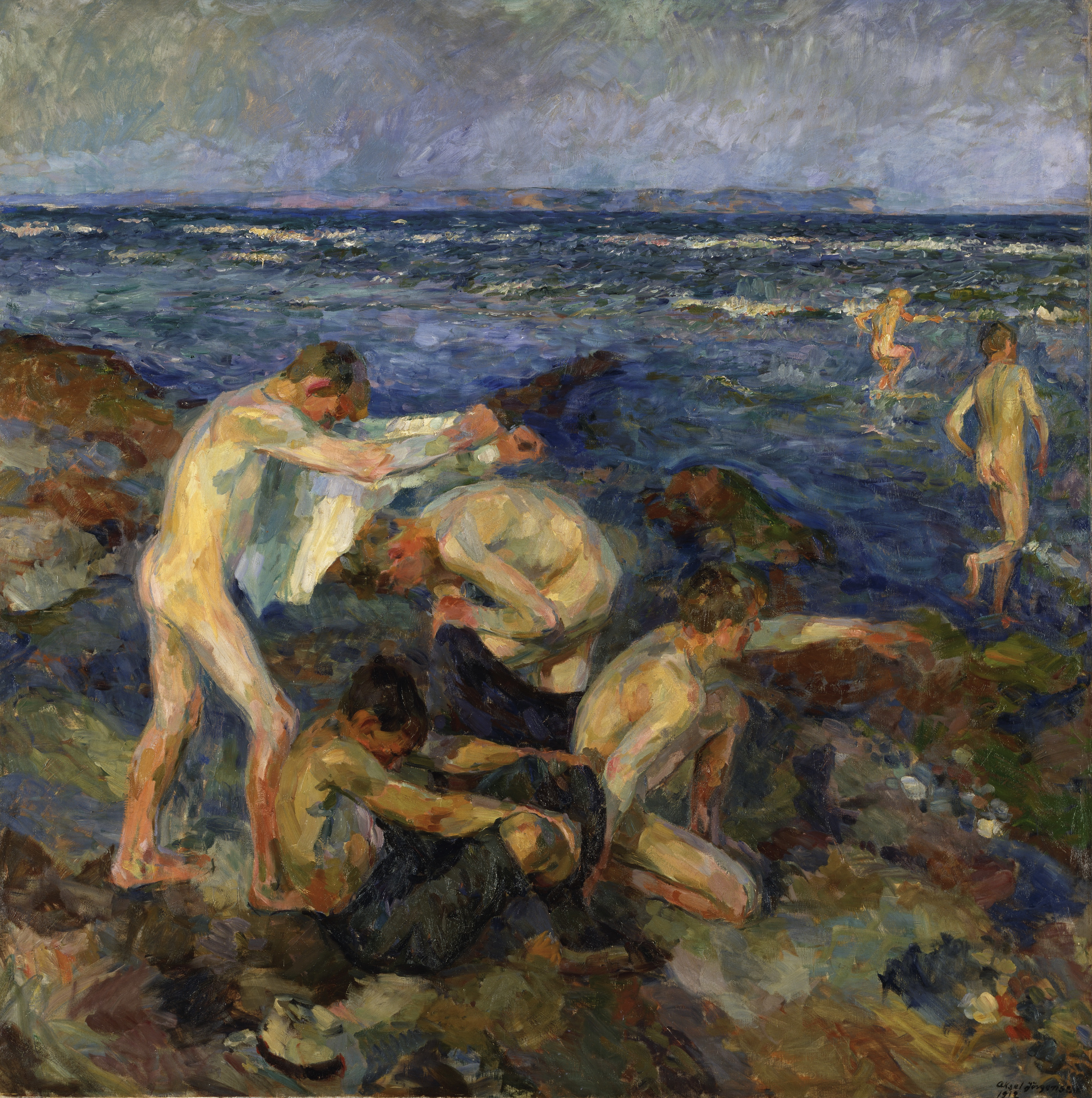
Aksel Jørgensen, Die badenden Jungen, 1912, Nationalgalerie Oslo

 In dieser Zeit konzentrierte er sich auf Komposition von Farbe und Perspektive für die Verwendung von Stillleben und Figurenbildern. Seine Malweise wurde abstrakter und expressionistischer. Wichtige öffentliche Arbeiten für das Studentenwohnheim „Studentergården“ (1921–23), das Kino „Vesterbros Bio“ (1942) und das „Arbejdermuseet“ (1955) entstanden. 1930 veröffentlichte er neben Käthe Kollwitz, George Grosz und Hugo Gellert Werke in einer eigenen Ausgabe der Kunstzeitung Social Kunst, erschienen im Mondes Verlag. Er fertigte eine Vielzahl von Porträts an, darunter das des Politikers Frederik Borgbjerg (1949). 1935 wurde er Mitglied von „Den Frie Udstilling“, einem alternativen Ausstellungsforum. Innerhalb der Akademie etablierte Jørgensen, der sich nun stark der Grafik widmete, die Hochschule für Grafik. Sein umfangreichstes Projekt waren etwa 50 Illustrationen zu Adam Oehlenschlägers Werk Nordens Guder (Götter des Nordens), das er 1914 begann und 1928 fertigstellte.
Zehn Jahre nach seiner Ernennung zum Professor wurde Jørgensen 1931 einstimmig zum Direktor der Akademie gewählt. Die Familie bezog ihre ungewohnt großzügige Dienstwohnung im Schloss Charlottenborg direkt neben dem Königlichen Theater.

In seiner Funktion als Direktor der Akademie traf Jørgensen auf die führenden Maler des 20. Jahrhunderts, so etwa Franz Marc, Paula Modersohn-Becker, Paul Klee, Otto Dix oder Emil Nolde samt seiner dänischen Frau Ada. Auch dem indischen Dichter R. Tagore begegnete er. 

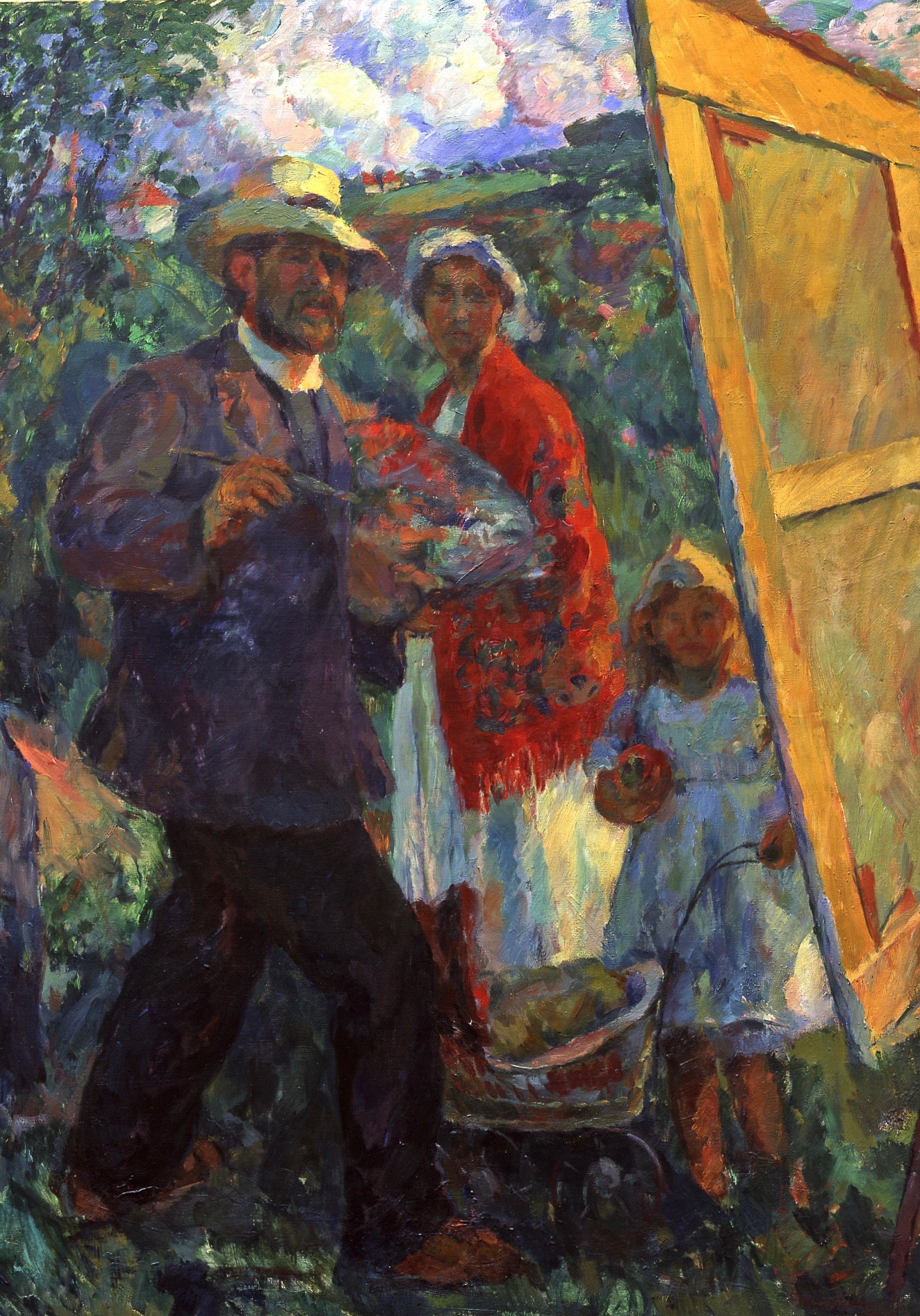
Aksel Jørgensen, Familienbild mit Selbstporträt, 1914, Museum Jorn Silkeborg

 Zu seinem 60. Geburtstag 1943 schlug der Vater der dänischen Königin Margarethe II. ihn zum „Ritter von Dannebrog“. Nach 33 Jahren endete seine Arbeit an der Akademie. 1955 wurde Jørgensen gebeten, ein großes Museum für seinen verstorbenen Maler-Kollegen und Freund J.F. Willumsen mitzugestalten, das 1957 eröffnet wurde und dessen Museumsdirektor er wurde. Am 9. Juni 1957 erlitt Jørgensen einen Herzinfarkt und starb im Alter von 74 Jahren.

## Lehre und die Graphische Schule
1920 wurde Jørgensen eine Professur an der Königlich Dänischen Akademie der Künste angeboten. Diese hatte er bis 1953 inne. Noch im Jahr seiner Ernennung etablierte Jørgensen die Graphische Schule innerhalb der Akademie. Er ermutigte seine Studenten, Trends in ganz Europa zu beobachten, und betonte die Bedeutung von Linien und geometrischen Figuren. Er war daher der Auffassung, dass sich die Natur aus einem streng formalen, geometrischen System aufbaut. Es wurde daher besonderes Augenmerk auf die Komposition von Perspektiven der Natur gelegt. Jørgensen war zudem ein unorthodoxer Lehrer, der früh das aufwändige Aufnahmeverfahren an der Akademie umging und die Bewerber aufgrund der ihm vorgelegten Arbeiten als Schüler annahm. Einzige Voraussetzung war der Grundschulabschluss. Die Schüler waren sowohl Modell als auch Helfer bei den anfallenden Arbeiten im Atelier.
Jørgensen war zeit seines Lebens Sozialist und Befürworter einer allgemeinen, nicht nur das Schöne darstellenden Kunst. Die Kunst sollte daher ungefiltert, also ohne Schleier die Realität wiedergeben. Diese Haltung bestimmte zudem maßgeblich seine Lehre.
„Jeg ønsker ingen gardiner mellem mig og tilværelsen“
„Ich will keine Vorhänge zwischen mir und dem Leben.“ (Aksel Jørgensen)
Auch organisierte er Wanderausstellungen für dänische Schulen. Die Kunsthistorikerin Elisabeth Laur kommt zu dem Schluss, dass es Jørgensens Lehre und Schule ist, die ab den 1920er Jahren maßgeblich die graphische Kunst in Dänemark etablierte. Dagmar Warming, Museumsdirektorin des Ribe Kunstmuseums, beschreibt Aksel Jørgensen als „zentrale Figur der dänischen Kunst, und sein grafisches als Werk epochemachend“. Zu den Schülern Jørgensens gehörten Künstler und Graphiker wie Henry Heerup, Ib Spang Olsen, Richard Mortensen, Frede Christoffersen, Samal Joensen-Mikines und Asger Jorn.
Besonders während seiner Frühphase entstanden viele sehr kontrastreiche, ausdrucksstarke und sozialkritische Holzschnitte. Auch hier griff Jørgensen immer wieder Motive des Armenviertels Holmensgade in Kopenhagen auf, über welche er zeitgleich auch viele Ölgemälde anfertigte. Wie in seinen Arbeiten in Öl ist Jørgensens Frühwerk durch zahlreiche Porträts wichtiger Personen Dänemarks des frühen 20. Jahrhunderts geprägt. Die druckgrafischen Werke sind dabei von höchster Qualität und nur in Kleinstauflagen erschienen.
|  |  |  |  |  |
|  |  |  |  |  |

## Nordens Guder (nordische Götter-Sage)

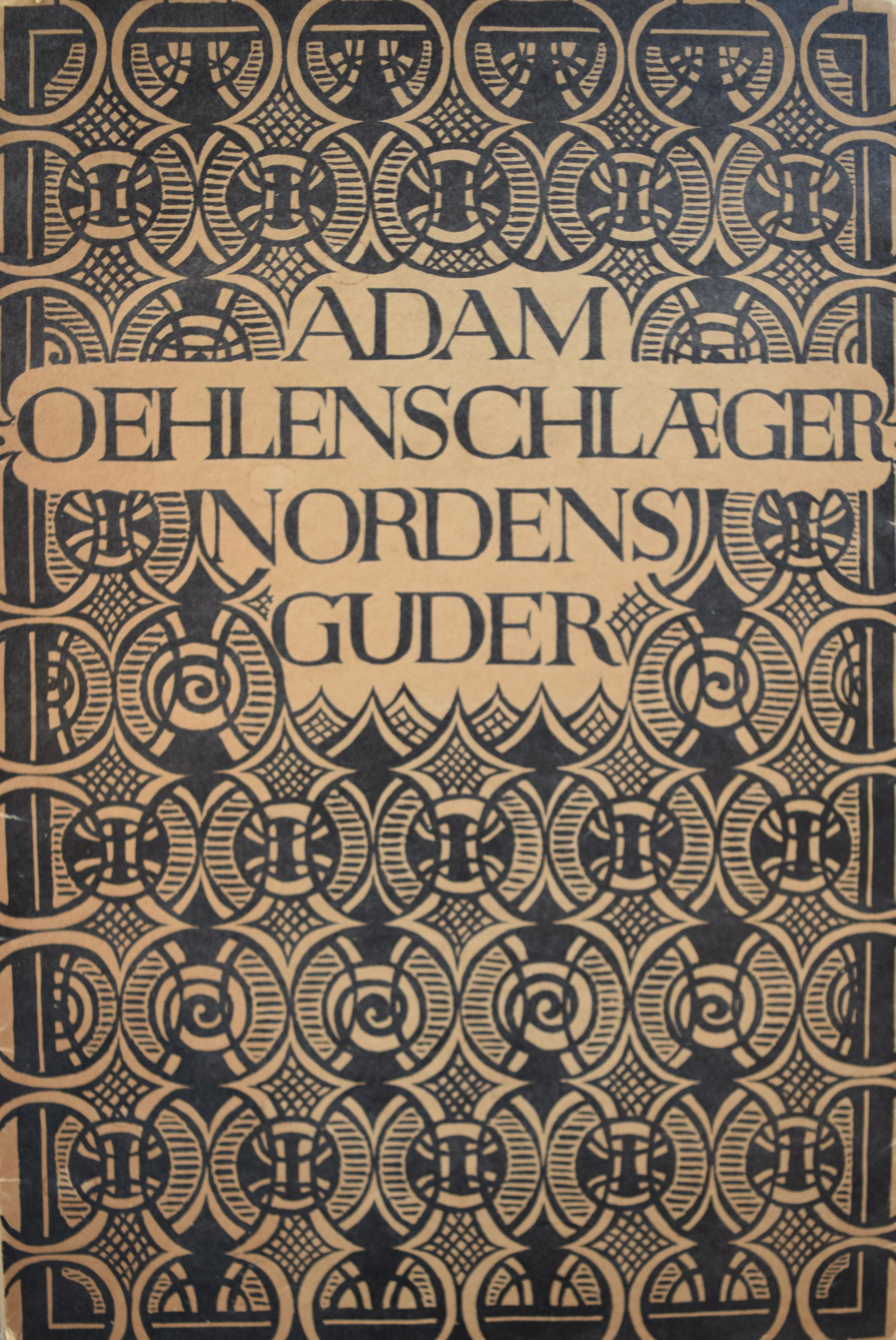
Aksel Jørgensen, Adam Oehlenschlaeger Nordens Guder, Deckblatt, 1928

Nordens Guder (Götter des Nordens) ist eines der wichtigsten druckgrafischen Werke von Aksel Jørgensens Spätwerk. Das umfangreiche Projekt beinhaltet etwa 50 Illustrationen zu Adam Oehlenschlägers Werk Nordens Guder (Götter des Nordens), das er 1914 begann und 1928 fertigstellte. Die Erstausgabe erschien 1928 in einer Mappe und wurde später auch in Buchform gedruckt. Jørgensen brauchte viele Jahre, um die Holzschnitte zu gravieren, an welchen mehrere seiner Schüler nach dem Prinzip der altmeisterlichen Werkstatt beteiligt waren. Das Werk wurde, der starken Ornamentik, sowie der stark mythologischen Bildersprache geschuldet, von Kunstkritikern sehr gespalten aufgefasst. Dennoch lässt sich dem Werk höchste künstlerische Schaffenskunst nicht absprechen. Die größte Anerkennung erfuhr er durch einen Brief von Paul Signac, welcher das Werk sehr lobte. Probedrucke von dem großen Werk (A3-Format, 40 Seiten) wurden bei der Weltausstellung 1925 in Paris gezeigt. Auffallend ist, dass sich das Gesamtwerk sämtlichen Stilen entzieht und einzigartig in der dänischen Druckgrafik des frühen 20. Jahrhunderts ist. Das Mappenwerk Götter des Nordens stellt zudem in Aksel Jörgensens Werk einen entscheidenden Wendepunkt dar. Jørgensens eigener Stil entwickelt sich hier sichtbar weiter. Nordens Gude fungiert daher als Bindeglied zwischen der anfänglichen Postimpressionistischen Phase und der späteren Malerei, welche der Moderne und der Neuen Sachlichkeit zugeordnet werden kann.

## Das Altarbild der Aussätzig

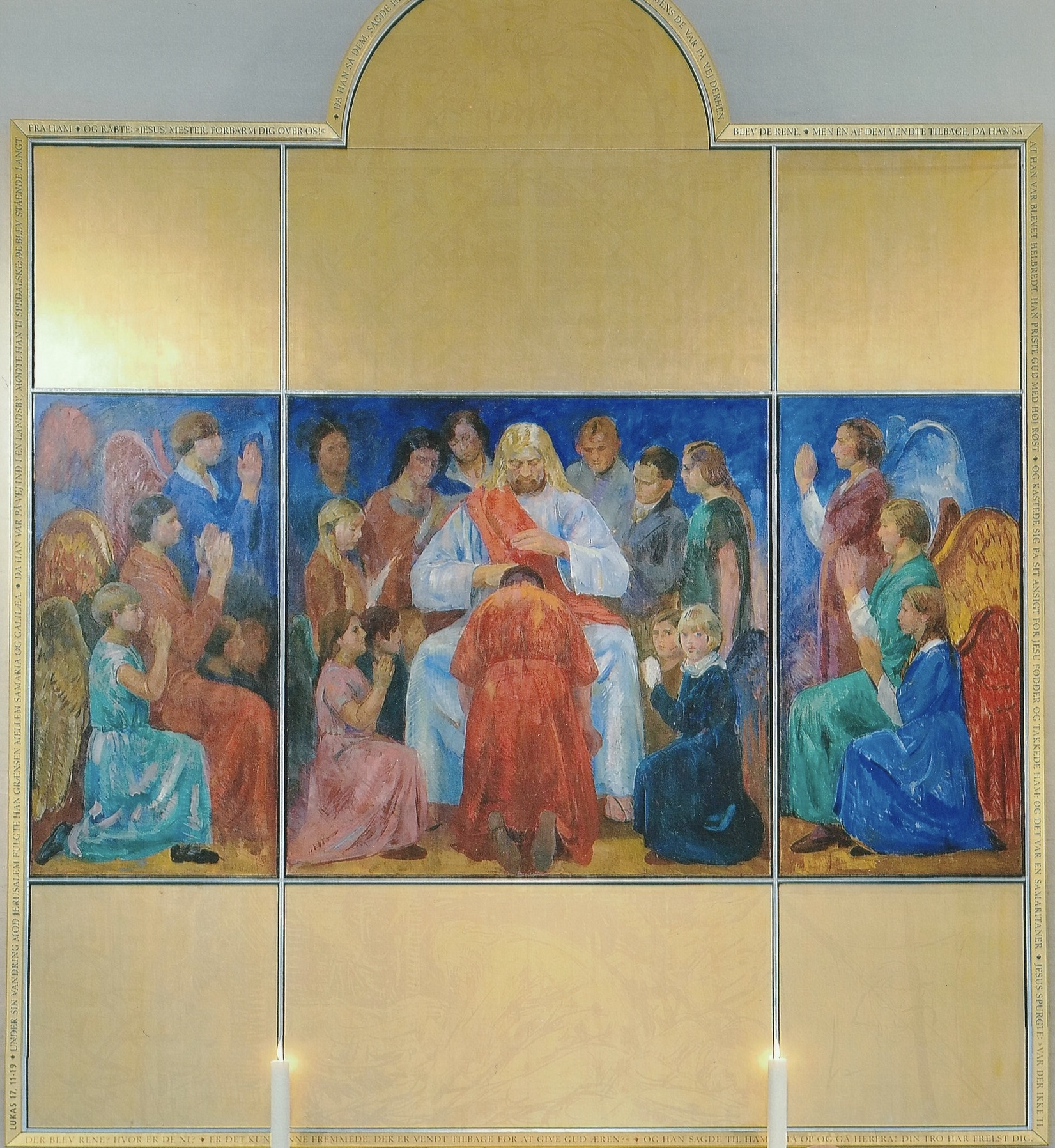
Aksel Jørgensen, der Aussätzige, Danksagungskirche, 1925–1927

In den späten 1910er Jahren kaufte sich Aksel Jørgensen mithilfe des Kunstmäzens Christian Tetzen-Lund ein Haus in Kongens Lyngby, einem Vorort Kopenhagens. Nach dem Ende des Ersten Weltkrieges expandierte die Stadt weiter und benötigte eine weitere Kirche. Aus Dankbarkeit für den Schutz während des Krieges wurde die Kirche „Taksigelseskirken“ zu Deutsch Danksargangstkirche genannt. Ab 1925 wurde mit dem Bau begonnen. Die Kirchengemeinde suchte daher für die künstlerische Gestaltung des Altares einen zeitgenössischen Künstler. Da Aksel Jørgensen, welcher mittlerweile ein bekannter Maler und Professor geworden war und seit einiger Zeit in Kongens Lyngby lebte, fragte die Kirchengemeinde diesen 1925 für die Fertigung an. Das Bild wurde zur Weihe am 25. September 1927 in der Kirche aufgehängt. In diversen Reden und Zeitungskritiken wurde der Altar sehr gelobt und immer wieder die einzigartige moderne Interpretation betont. So hieß es, dass es ein „großartiges Altarbild“ sei und die Komposition wunderbar „modern und farbige“ sei. Jesus wird als großer und mächtiger Wikinger dargestellt und erinnert an die Darstellung des Gottes Thor in dem Werk „Götter des Nordens“ mit Texten von Adam Oehlenschläger erinnert, an welchen er zeitgleich arbeitet. Kurz nach der Einweihung beschweren sich einige Mitglieder des  Gemeinderates, weil diese der Meinung waren, dass die Jesusfigur erneuert werden müsste und das Bild nicht vollständig und zu skizzenhaft sei. Infolgedessen kam es immer wieder zu Auseinandersetzungen mit der Kirchengemeinde, da Jørgensen nicht bereit ist, sein Werk vollumfänglich zu ändern. Nach starken Kontroversen und trotz vieler Befürworter wird das Altarbild 1937 zehn Jahre nach dessen Einweihung abgehängt und an Jørgensen zurückgeschickt. Für Jørgensen bedeutete dies eine weitere bittere Niederlage, die er nie ganz verkraftet hat. Viele spätere Porträts und Bilder haben das verworfene Altarbild als Hintergrund. Nach Jørgensens Tod kam das Triptychon in das Silkeborg Art Museum, wo es 1984 von dem Pastor Knud Munck wieder aufgespürt werden konnte. 2008 konnte das Triptychon schließlich von dem Gemeinen erworben werde. Nach den vorhandenen Skizzen konnte ein Rahmen gestaltet werden, der das Gesamtkunstwerk vervollständigte. Das Altarbild konnte 2012 final geweiht werden.

## Ausstellungen

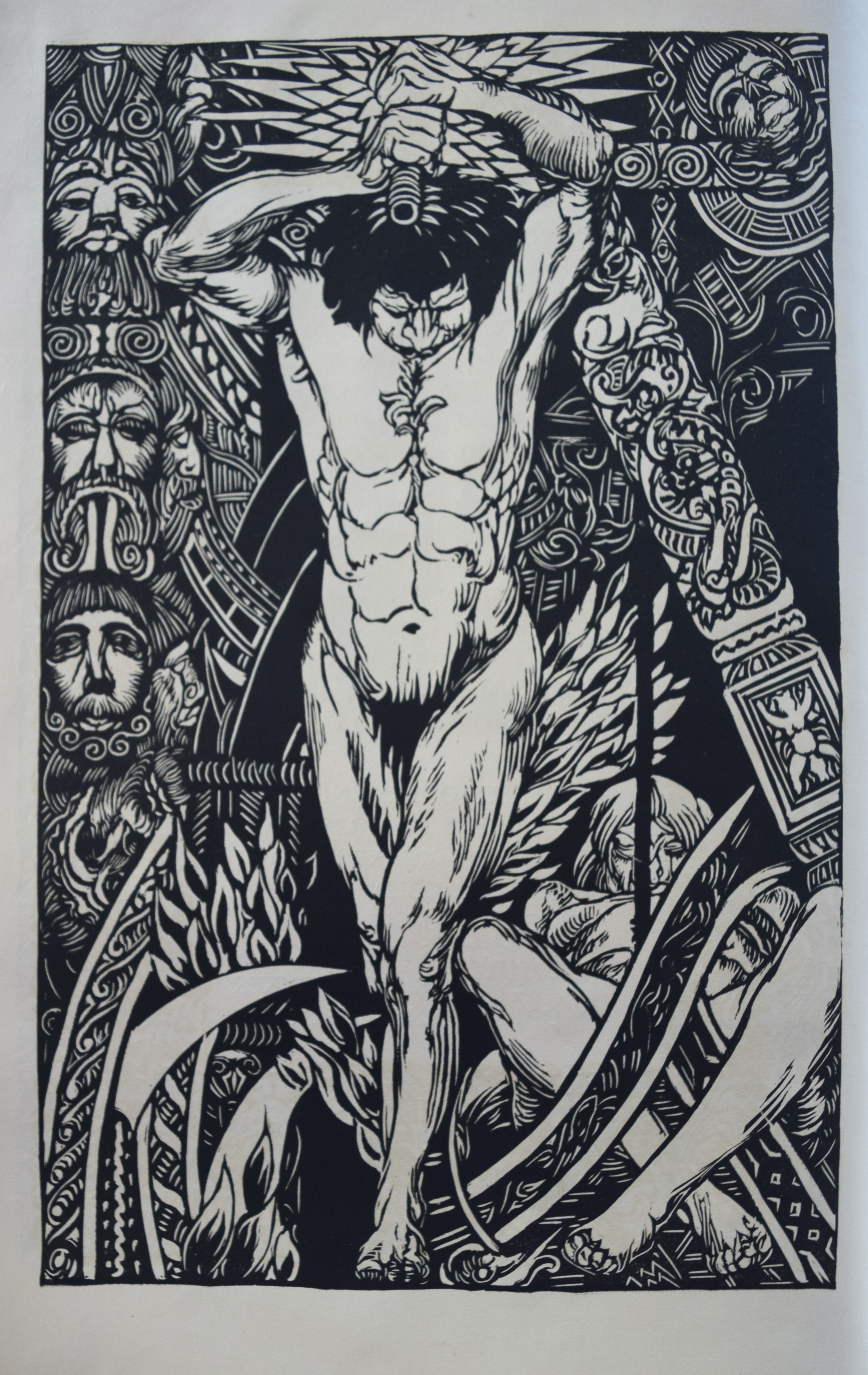
Aksel Jørgensen, Adam Oehlenschlaeger Nordens Guder, Illustration, 1928

Jørgensen war ab 1908 auf zahlreichen dänischen und internationalen Ausstellungen vertreten:
- 1908 Freie Ausstellung Kopenhagen (Den Frie Udstilling)
- 1909 Ole Halsunds Kunsthandel Østergade
- 1909 Die Dreizehn (Den Frie Udstilling)
- 1910 Freie Ausstellung Kopenhagen (Den Frie Udstilling)
- 1912 internationale Ausstellung Rom
- 1912 Aarhus
- 1912–13 Die Skandinavische Ausstellung, New York; Chicago
- 1914 Kunstsalon Rådhuspladsen
- 1915 Kopenhagen Forarsudstillingen
- 1916 Kopenhagen Forarsudstillingen
- 1917 Grøninngen
- 1919 Karl Peter Kunsthandel Nybrogade
- 1924 Anton Hanson Auktionen
- 1935 Die freie Ausstellung (Den Frie Udstilling)
- 1936 Die freie Ausstellung (Den Frie Udstilling)
- 1937 Die freie Ausstellung (Den Frie Udstilling)
- 1938 Die freie Ausstellung (Den Frie Udstilling)
- 1939 Die freie Ausstellung (Den Frie Udstilling)
- 1940 Die freie Ausstellung (Den Frie Udstilling)
- 1940 Grafisk Kunstnersamfund Charlottenborg
- 1941 Kunstnernes Efteraarsudstilling
- 1942 Die freie Ausstellung (Den Frie Udstilling)
- 1945 Die freie Ausstellung (Den Frie Udstilling)
- 1946 Große Retroperspektive des Gesamtwerkes in Kopenhagen (Retrospektiv Udstilling)
- 1947 Die freie Ausstellung (Den Frie Udstilling)
- 1959 Fyns Stiftsmuseum
- 1968 Hørsholm Kunstforening
- 1973 Kunst og Bolig Odsen
- 1983 Silkeborg Kunstmuseum
- 1984 Skovgaard Museum Viborg
- 1990 Taksigelseskirken Kopenhagen
- 1994 Munkerupshaus
- 1994 Clausens Kunsthandel Kopenhagen
- 1999 Silkeborg Kunstmuseum[16]
- 2013 Einzelausstellung im Møstings Hus[17]
- 2021 The Nordic Voice of Modernism[18]

## Museen

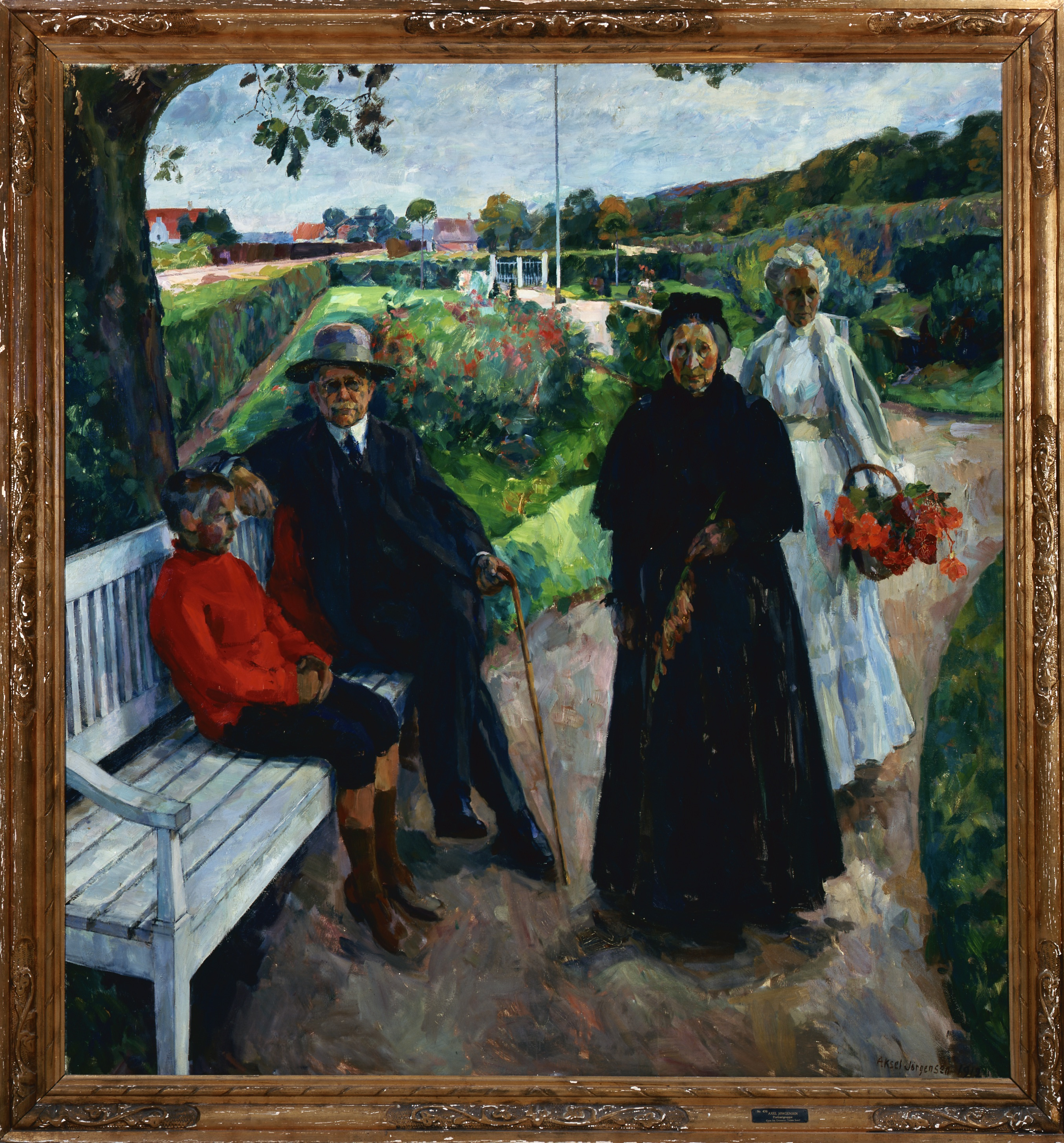
Aksel Jørgensen, Chr. Tetzen-Lund med familie, 1912, Kunsten Museum of Modern Art Aalborg

Jørgensen Werke befinden sich im Besitz einer Vielzahl von dänischen und internationalen Museen. Mit rund 100 Werken befindet sich die größte Sammlung von Gemälden, Holzschnitten und Zeichnungen im Museum Jorn in Silkeborg, Museum des Malers Anger Jorn, welcher Schüler von Jørgensen war. Im Museum Jorn befinden sich zudem ein Aksel Jørgensen Archiv mit zahlreichen Skizzen, Fotografien und zahlreichen Briefwechseln. Die Sammlung wurde dabei maßgeblich durch den Ankauf von Werken durch den Museumsdirektor Troels Andersen erweitert. Eine weitere große Sammlung besitzt das Skagens Museum. Viele der Werke stammen aus Schenkungen des Kunstsammlers Christian Tetzen-Lund.
- Skagens Museum

- Nationalgalerie Oslo

- The British Museum

- Kunsthalle zu Kiel

- Staatliches Kunstmuseum Kopenhagen

- Moderna Museet Stockholm
- Trapholt Museum
- Louisiana Museum of Modern Art
- Arbeiter Museum Kopenhagen
- Kunsten Museum of Modern Art Aalborg

## Auszeichnungen
- 1926  Titel Ritter des Dannebrog-Ordens
- 1943 der des Kommandanten 2. Grades.
- 1941 wurde ihm die Thorvaldsen-Medaille (für die sozialkritischen Sujets seiner Anfangszeit verliehen)[21]
- 1941 Eckersberg -Medalie,
- 1944 Orden von Jugoslawien.